# 大分ガス
- 大分ガス
- 大分瓦斯

大分ガス株式会社（おおいたガス、英: Oita Gas Co., Ltd.、登記上の商号: 大分瓦斯株式会社）は、大分県別府市に本社を置き、大分県大分市、別府市、由布市を供給地域とする一般ガス事業者である。

## 概要
大分県大分市、別府市、由布市地域への都市ガス供給を主要事業とし、供給戸数は82,677件（2007年3月末現在）である。また、同地域内の住宅団地での簡易ガス事業や、プロパンガス事業も行っている。大分トリニータのクラブ・オフィシャル・サポーターになっている。

## 略歴
- 1911年（明治44年）2月 - 豊州瓦斯株式会社として設立。
- 1925年（大正14年） - 別府瓦斯株式会社に社名変更。
- 1971年（昭和46年） - 大分瓦斯株式会社に社名変更。
- 1972年（昭和47年） - 大分工場完成。
- 1988年（昭和53年） - 別府工場完成。
- 2005年（平成17年）2月 - 天然ガス転換完了。
- 2006年（平成18年）6月 - 新大分工場完成。